# Porpoise Bay Provincial Park
Der Porpoise Bay Provincial Park ist ein 61 Hektar großer Provincial Park in der kanadischen Provinz British Columbia. Der Park liegt am Sechelt Inlet an der Sunshine Coast, etwa 4 Kilometer nördlich von Sechelt. Er ist, mit einem kurzen Abstecher landeinwärts, vom Highway 101 aus zu erreichen. Der Park liegt im Sunshine Coast Regional District.

## Anlage
Der kleine Park grenzt an die Außenbezirke von Sechelt. Der Park selber wird geprägt durch große Grasflächen und den sandigen Strand.
Bei dem Park handelt es sich um ein Schutzgebiet der Kategorie II (Nationalpark).

## Geschichte
Ein erster Teilbereich wurde bereits im Jahr 1966, von einer ansässigen Familie, zu einem Erholungsgebiet gemacht. Als Provincial Park wurde er dann im Jahr 1971 eingerichtet und dabei vergrößert. Im Jahr 200 wurden seine Grenzen neu festgelegt und der Park dabei leicht vergrößert.

## Flora und Fauna
Der Park liegt im Bereich des gemäßigten Regenwaldes. Innerhalb des Ökosystems von British Columbia wird das Parkgebiet der Coastal Douglas Fir Zone zugeordnet. Das Ökosystem von British Columbia wird mit dem Biogeoclimatic Ecological Classification (BEC) Zoning System in verschiedene biogeoklimatischen Zonen eingeteilt. Biogeoklimatische Zonen zeichnen sich durch ein grundsätzlich identisches oder sehr ähnliches Klima sowie gleiche oder sehr ähnliche biologische und geologische Voraussetzungen aus. Daraus resultiert in den jeweiligen Zonen dann auch ein sehr ähnlicher Bestand an Pflanzen und Tieren.
Hier wächst neben der Douglasie, der Nootka-Scheinzypresse, die Westamerikanische Hemlocktanne (im englischen Sprachraum „Coastal Western Hemlock“ genannt), die Erle sowie der Ahorn. Die Bäume hier im Park gehören nach vergangener holzwirtschaftlicher Nutzung nicht mehr zum ursprünglichen Bewuchs der Gegend, es handelt sich um sogenannten Sekundärwald. Sie sind daher auch nicht, wie sonst im gemäßigten Regenwald sehr verbreiten, mit epiphytische Flechten und Moose überzogen. Der Wald hat allerdings auch hier einen Unterwuchs aus Schwertfarnen und Heidekrautgewächsen. Den in weiten Teilen der Provinz verbreiteten Pazifischen Blüten-Hartriegel, die Wappenpflanze von British Columbia, findet man ebenso.
Der Tidenhub der Strait of Georgia setzt sich auch in den Sechelt Inlet fort. Er beträgt hier im Regelfall allerdings etwa 1 Meter weniger als unmittelbar vor dem Eingang zum Inlet. Der Grund für diesen etwas geringeren Tidenhub liegt in den Skookumchuck Narrows. Bei Ebbe besteht die Möglichkeit am Strand Muschelbänke und andere maritime Lebewesen zu sehen. An Fischen vertreten ist hier auch der pazifische Lachs, hauptsächlich mit den Unterarten Silberlachs (engl. Coho Salmon) und Ketalachs (engl. Chum Salmon). Die Muscheln sowie Fische locken Fischadler und Weißkopfseeadler an. Im nur dünn besiedelt Hinterland des Parks finden sich auch Schwarzbären, Rotluchse und Pumas. Viele Vogelarten sind im Parkgebiet heimisch. Darunter auch der Wappenvogel British Columbias, der Diademhäher.

## Aktivitäten
Das Sechelt Inlet ist besonders bei Paddlern beliebt. Er ist Ausgangspunkt für die Touren auf Sechelt Inlet. Ebenfalls dient der Park Wanderern als Ausgangspunkt für Touren zum Mount Richardson Provincial Park.
Durch den Fischreichtum des Sechelt Inlet ist der Park auch bei den Anglern beliebt.
Neben einem Picknickbereich hat der Park 84 (teilweise reservierbare) Stellplätze für Wohnmobile und Zelte und verfügt über Sanitäranlagen mit Duschen.

## Benachbarte Parks
Folgt man der Zugangsstraße zum Park weiter Richtung Norden, so erreicht man nach etwa 7 Kilometern den ebenfalls am Sechelt Inlet gelegenen Mount Richardson Provincial Park.
Entlang dem im Ost-West-Richtung verlaufenden Highway 101, sind in Richtung Osten der Robert Creek Provincial Park und dann der Mount Elphinstone Provincial Park die nächsten Provincial Parks. In Richtung Westen sind die nächste Parks der Sargeant Bay Provincial Park und dann, nach dem Smuggler Cove Marine Provincial Park, der Francis Point Provincial Park.